# Edi Rada
Edi Rada (n. 13 septembrie 1922, Viena, Republica Austriacă – d. 13 iulie 1997, Vancouver, British Columbia, Canada) a fost un patinator artistic ce a reprezentat Austria, medaliat olimpic. A participat la 1 ediție a Jocurilor Olimpice (1948) în care a câștigat 1 medalie de bronz.

## Participări
Lista de mai jos prezintă principalele competiții la care a participat Edi Rada de-a lungul carierei.
- pattinaggio di figura ai V Giochi olimpici invernali - Pattinaggio di figura maschile[*]